# Alicia Olatuja
| Alicia Olatuja                            | Alicia Olatuja                            |
| Kattints az alábbi külső linkek egyikére! | Kattints az alábbi külső linkek egyikére! |
| ----------------------------------------- | ----------------------------------------- |
| Nem található szabad kép.(?)              |                                           |
| külső link · jogvédett                    | Alicia Olatuja                            |

Alicia Olatuja (Saint Louis (Missouri) – ) amerikai opera- és dzsesszénekesnő.

## Pályakép
A Manhattan School of Musicon tanult énekelni. Főiskolai diplomát a Missouri Egyetemen kapott. A memphisi Operában, az University of Virginián, a Carnegie Hallban és a Kennedy Centerben is bemutatkozott. 2007 óta énekel a Brooklyn Tabernacle Kórusban is.
Barack Obama másodszori beiktatásán 2013-ban nemzetközi figyelmet keltett a „Battle Hymn of the Republic” előadásával.
Saját együttesével szokott fellépni például a Newport Jazz Festivalon, a Monterey Jazz Fesztiválon, a Lincoln Centerben, a Vermont Jazz Centerben, a Montreal Jazz Fesztiválon, a Harlem Stage Gatehouse-ban – többek között.

## Lemezei
- 2009: Declare Your Name
- 2011: Live at Jazz Standard
- 2014: Timeless (CD, Album)
- 2019: Intuition: Songs From The Minds Of Women (CD, Album)